# Ashland (Kentucky)
Ashland – miasto w Stanach Zjednoczonych, w stanie Kentucky, w hrabstwie Boyd.
W mieście rozwinął się przemysł hutniczy, koksowniczy oraz rafineryjny.